# Ivermektin
Ivermektín, pod zaščitenim imenom Stromectol in drugimi, je zdravilo za zdravljenje okužb z zajedavci. Pri ljudeh se med drugim uporablja proti ušivosti, garjam, rečni slepoti, strongiloidozi, trihuriozi, askariozi in limfatični filariozi. V veterinarski medicini se med drugim uporablja za preprečevanje in zdravljenje srčne gliste in pršičavosti (akaroze). Uporablja se peroralno (z zaužitjem skozi usta), pri kožnih okužbah pa se lahko nanese tudi topično.
Pogosti neželeni učinki pri peroralni uporabi so vročina, srbež in izpuščaj, pri topični uporabi za zdravljenje ušivosti pa pordele oči, suha koža in pekoč občutek na koži. Ni znano, ali je uporaba med nosečnostjo varna, med dojenjem pa naj bi bilo zdravljenje z ivermektinom sprejemljivo. Je derivat avermektina. Preko različnih mehanizmov delovanja povzroči odmrtje zajedavca.
Ivermektin so odkrili leta 1975, v klinično uporabo pa je prešel leta 1981. Uvrščen je na seznam osnovnih zdravil Svetovne zdravstvene organizacije, torej med najpomembnejša učinkovita in varna zdravila, potrebna za normalno zagotavljanje zdravstvene oskrbe. V ZDA je odobren kot antiparazitik,  v Sloveniji pa ni registrirano nobeno zdravilo z ivermektinom.
V času pandemije koronavirusne bolezni 2019 (covida-19) so se razširile netočne informacije o ivermektinu kot učinkovitem zdravilu za zdravljenje in preprečevanje covida-19. O učinkovitosti ivermektina zoper covid 19 ni zanesljivih strokovnih dokazov.

## Mehanizem delovanja
Ivermektin deluje na živčne celice zajedavskih povzročiteljev bolezni (žuželk in helmintov). Veže se na od glutamata odvisne kloridne kanalčke, ki jih je veliko v celičnih membranah živčnih in mišičnih celic pri nevretenčarjih. Z ivermektinom vezani kanalčki ostajajo odprti, kar poveča pretok kloridnih kanalčkov skozi celične membrane in povzroča njihovo hiperpolarizacijo. Zaradi hiperpolarizacije živčnih celic so prizadeta tkiva pri nevretenčarskem povzročitelju paralizirana, naposled pa povzročitelj pogine. Pri ljudeh in drugih sesalcih so od glutamata odvisni kloridni kanalčki omejeni le na možgane in hrbtenjačo, ki jih pa ivermektin ne doseže, saj ne prehaja krvno-možganske pregrade.